# PP-90
A PP-90 é uma submetralhadora dobrável russa de 9 mm, desenvolvida pelo KBP Instrument Design Bureau em Tula para uso com unidades especiais do Ministério de Assuntos Internos da Rússia (MVD). Ela foi projetada para combate a curta distância, particularmente em combates que exigem o rápido emprego da arma em circunstâncias incomuns.

## Projeto
A PP-90 (abreviação de Pistolet-pulemet obrazets 1990, em russo:  ПП-90 – Пистолет-пулемет, "Submetralhadora modelo 1990") é uma arma exclusivamente automática que utiliza o método de operação de blowback direto, com câmara para o cartucho 9×18mm Makarov. A arma apresenta uma semelhança conceitual com a submetralhadora FMG 9x19mm fabricada pela empresa americana Ares.
A PP-90 pode ser dividida nos seguintes grupos: o receptor (que abriga o cano, ferrolho, mecanismo de retorno, trava de segurança e seletor de tiro), o alojamento do carregador/punho de pistola e a coronha. Quando transportada na posição retraída (o ferrolho está em sua posição frontal e fechada), o punho de pistola e o carregador são dobrados sob o cano em linha com o eixo da alma e cobertos pelo corpo da coronha dobrada. A arma dobrada se assemelha a um cuboide com as seguintes dimensões – 270 × 90 × 32 mm, desprovida de quaisquer elementos salientes, permitindo fácil ocultação. Para preparar a arma para disparar, a coronha é girada para fora (simultaneamente, o punho de pistola com carregador, gatilho e guarda-mato são acionados), a trava de segurança é desengatada e o ferrolho armado. A alavanca de manejo do ferrolho é colocada na extremidade traseira do alojamento do receptor e é acessada por baixo da coronha.
Durante a fase de projeto, a ênfase foi colocada na segurança ao operar a arma; os mecanismos internos são configurados para garantir que seja impossível disparar a arma de fogo na posição dobrada ou quando a coronha não estiver totalmente desdobrada. A PP-90 também possui uma chave seletora manual de segurança e disparo. A chave seletora de segurança, instalada no lado esquerdo da caixa do receptor, possui duas configurações: uma posição superior "P" – indicando que a arma está segura – e a inferior "O" – para disparo automático. A configuração "segura" desativa mecanicamente o retém do ferrolho. O mecanismo interno de segurança da arma também possui uma trava de segurança que impede que ela seja disparada ao cair com a câmara carregada.
A submetralhadora é alimentada por um carregador destacável de 30 cartuchos, localizado em um alojamento dentro do punho oco de pistola. O retém do carregador está localizado na parte inferior do punho.
Para disparos precisos, a PP-90 utiliza miras de ferro retráteis (no entalhe e no poste frontal); estas são feitas de chapa fina de metal e dobradas para baixo, ficando niveladas com a tampa superior do receptor. A boca do cano também é rosqueada e pode receber um supressor de ruído.

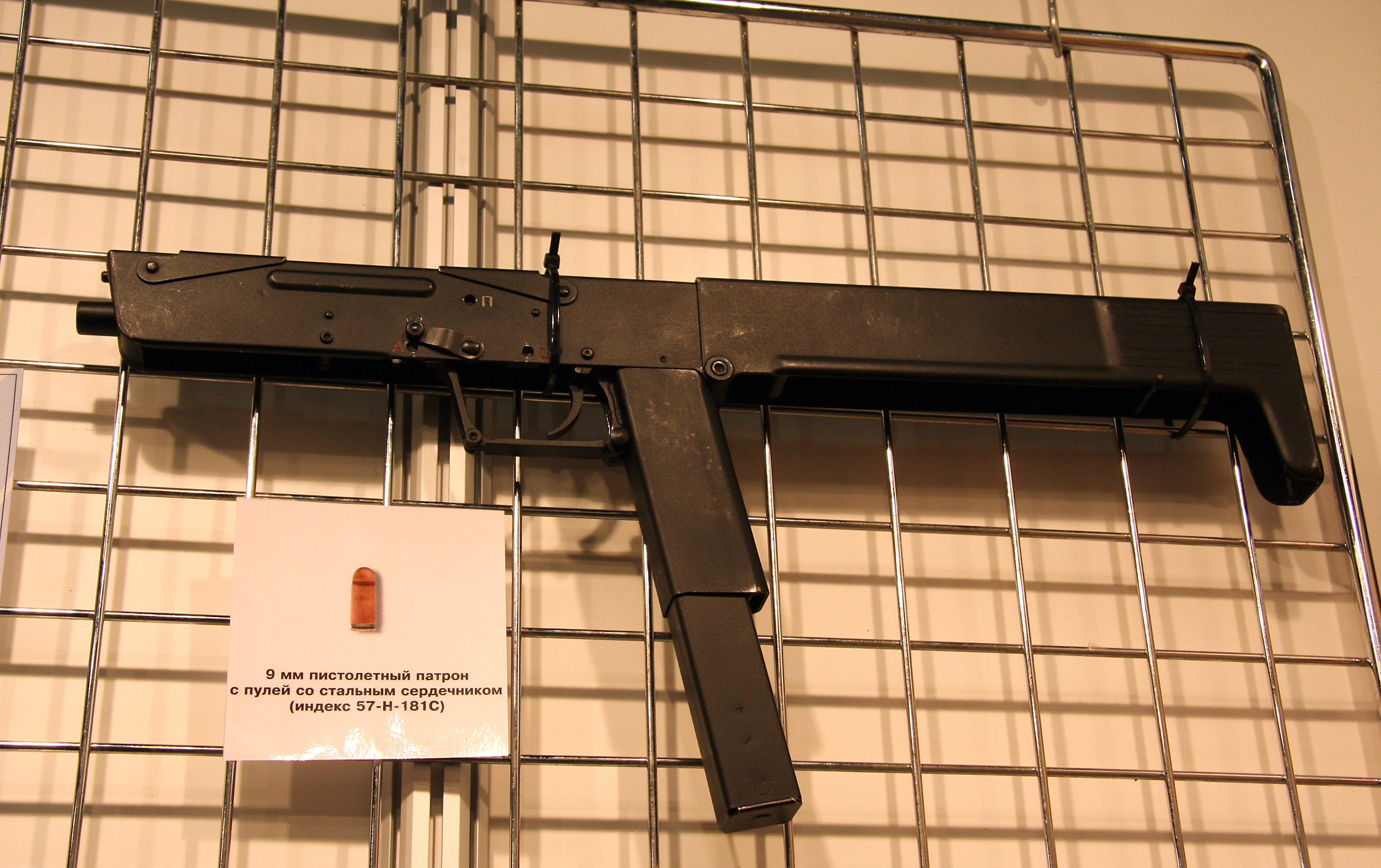
PP-90M - Interpolitex-2009

A submetralhadora, com carregadores extras e uma escova de limpeza, é transportada em um coldre que pode ser pendurado em um cinto de serviço ou em uma mochila. A arma também pode ser usada com uma bandoleira.

## Variantes
- Uma versão da PP-90 com câmara no cartucho 9×19mm Parabellum é conhecida como PP-92.[1]
- Uma versão de fogo seletivo também foi desenvolvida, designada PP-90M.
- Uma versão não dobrável, designada PP-93.